# مورچه دیوانه
مورچه دیوانه (نام علمی: Paratrechina) نام یک سرده از تیره مورچه است.